# Santa Anita (Guachochi)
Santa Anita es una localidad del estado mexicano de Chihuahua y que forma parte del municipio de Guachochi. Se encuentra ubicado en el suroeste del estado, en la Sierra Madre Occidental.

## Localización y demografía
Santa Anita es una pequeña población rural localizada en una zona intrincada de la Sierra Madre Occidental conocida localmente como sierra Tarahumara. Sus coordenadas geográficas son 26°50′13″N 107°26′41″O / 26.83694, -107.44472 y su altitud es de 2 223 metros sobre el nivel del mar, su entorno es completamente montañoso y accidentado.
Se encuentra en el suroeste del territorio municipal de Guachochi, muy cercano a los límites con el municipio de Batopilas y a unos 39 kilómetros al oeste de la cabecera municipal, la ciudad de Guachochi, con la que se encuentra unida por un camino de terracería, única vía de comunicación de la localidad.
De acuerdo al Censo de Población y Vivienda realizado en 2020 por el Instituto Nacional de Estadística y Geografía, Santa Anita tiene un total de 88 habitantes, de los que 49 son mujeres y 39 son hombres.